# Judeomasonska urota
Judeomasonska urota je antisemitska i antimasonska teorija urote prema kojoj postoji navodna tajna koalicija židovskih krugova i slobodnih zidara s ciljem uspostave društvene prevlasti. Ovim se izrazom koriste prvenstveno protivnici tih skupina. Njegovo porijeklo seže u kontrarevolucionarne krugove koji su, kao odgovor na Francusku revoluciju, tvrdili da su slobodni zidari i Židovi odgovorni za njezino pokretanje i provedbu.
Ove teorije posebno su popularne u krajnje desnim krugovima.

## Povijest izraza

### Judeomasonska teorija urote
Povezivanje Židova i slobodnih zidara započelo je među francuskim katoličkim krugovima u razdoblju nakon objave knjige Memoari koji će poslužiti povijesti jakobinizma (1797.) francuskog autora Augustina Barruela. U toj knjizi Barruel optužuje slobodne zidare za urotu koja je dovela do Francuske revolucije. Nekoliko godina kasnije, masonske lože počele su primati Židove, što je dodatno potaknulo poistovjećivanje ovih dviju skupina. To povezivanje dodatno je olakšano činjenicom da masonski obredi sadrže hebrejske riječi i da su neki slobodni zidari tvrdili da je slobodno zidarstvo nadahnuto kabalom. Godine 1871. Židovi u Alžiru dobili su francusko državljanstvo zahvaljujući Crémieuxovim dekretima. Adolphe Crémieux, koji je bio i Židov i slobodni zidar, postao je glavna meta optužbi, što je označilo pravo rađanje ideje o "judeomasonskoj uroti".

### Judeomasonsko-komunistička teorija urote
Tijekom njemačke okupacije Francuske održana je Antiboljševička izložba s ciljem promicanja ideje o judeomasonsko-komunističkoj (ili boljševičkoj) uroti. Nastala je kombiniranjem ideja o judeoboljševizmu i judeomasoneriji. Ove su teze posebno popularizirali Bijeli Rusi nakon Oktobarske revolucije 1917. godine, a kasnije su se proširile i u Španjolskoj za vrijeme Francove diktature. Već u ljeto 1940. godine, Višijska vlada demonizirala je "monstruozni savez moskovskog komunizma, masonskog radikalizma i židovskog financijskog kapitala", tvrdeći da je upravo taj savez "gurnuo Francusku u ideološki rat nakon što ju je oslabio". Slične optužbe bile su temelj i Antimasonske izložbe održane 1941. godine u Srbiji, gdje je propagirana ideja da su slobodni zidari, Židovi i komunisti radili zajedno na destabilizaciji europskih država.

## Kronologija

### 19. stoljeće
Dana 20. kolovoza 1806. Augustin Barruel primio je u Parizu pismo iz Firence, koje mu je poslao talijanski vojnik Giovanni Battista Simonini. U pismu Simonini izražava zadovoljstvo Barruelovom knjigom Memoari koji će poslužiti povijesti jakobinizma, no također iznosi svoje osobno svjedočanstvo koje podržava tezu o judeomasoneriji, tvrdeći da je slobodno zidarstvo pod izravnim nadzorom Židova. Barruel je to pismo proslijedio papi Piju VII., koji mu je odgovorio preko svog tajnika, a zatim i francuskom kralju Luju XVIII. Ova su pisma prvi put objavljena tek 1882. godine u katoličkom časopisu La Civiltà Cattolica.
Godine 1816. njemački pisac Johann Christian Ehrmann anonimno je objavio knjigu u kojoj iznosi teoriju o judeomasonskoj uroti, upozoravajući Nijemce da židovski slobodni zidari u Frankfurtu navodno planiraju uspostavu svjetske republike utemeljene na humanizmu.
Prema židovskom povjesničaru Jacobu Katzu, prva značajnija sinteza neprijateljstva prema Židovima i slobodnim zidarima pojavila se u knjizi Slobodno zidarstvo u svom pravom značenju (Der Freimaurer-Orden in seiner wahren Bedeutung) iz 1852. godine, koju je napisao njemački odvjetnik i esejist Eduard Emil Eckert.
Kasnije, englesko-turski esejist Osman Bey (Frederick van Millingen) u svojim je spisima tvrdio da je slobodno zidarstvo pod židovskim nadzorom, a slične tvrdnje nastavio je širiti i Hipolit Lutostanski 1870-ih godina.
Godine 1893. njemački katolički teolog i misionar Léon Meurin dodatno je razvio judeomasonsku teoriju zavjere u svojoj knjizi Slobodno zidarstvo, sinagoga Sotonina. U tom djelu, iz filozofske i teološke perspektive, tvrdi da Židovi, zbog svog doslovnog i prozaičnog tumačenja Biblije, nastoje zavladati svijetom kroz ideološku korupciju. Prema Meurinu, Židovi koriste slobodne zidare kao svoje sluge, prenoseći im kabalističke doktrine i potičući njihovu netrpeljivost prema Crkvi i Kristu. Meurin također uspostavlja poveznice između kabale i masonske dogme, pozivajući se na knjigu Kabala, ili religijska filozofija Hebreja francusko-židovskog filozofa Adolphea Francka. Tvrdi da je slobodno zidarstvo izvorno nastalo na ruševinama templarskog reda te da ga i dalje prožima osvetnički duh njegovih nasljednika.

### 20. stoljeće
Godine 1903. francuski svećenik i katolički esejist Isidore Bertrand u svojoj knjizi brani tezu o judeomasonskoj uroti.
Jean-Baptiste Bidegain, koji je 1905. razotkrio aferu dosjea, također je tvrdio da postoji društvena i parlamentarna povezanost između Židova i slobodnih zidara. Smatrao je da su ambicije tih dviju skupina bile usklađene te da su masonski kandidati za Narodnu skupštinu početkom 20. stoljeća, u političkom kontekstu nakon Dreyfusove afere, imali koristi od financijske potpore židovskog podrijetla.
Godine 1908. francuski novinar Paul Copin-Albancelli tvrdio je da su interesi judaizma u Francuskoj revoluciji očigledni te da je revolucija sama po sebi bila masonska urota. Također je smatrao da je i sudjelovanje Židova u Ruskoj revoluciji 1905. bilo masovno i organizirano. Za njega, ta podudarnost interesa mogla bi biti rezultat potčinjavanja slobodnog zidarstva judaizmu, iako je priznao da prisutnost različitih centara moći otežava donošenje čvrstog zaključka.
Između 1910. i 1916. godine slične teorije urote proširile su se u vezi s djelovanjem Odbora za jedinstvo i napredak i njegovom revolucionarnom ulogom unutar Osmanskog Carstva. Ove su optužbe dolazile iz izvora bliskih britanskoj vladi, osobito putem diplomatske prepiske između Sir Gerarda Lowthera, britanskog veleposlanika u Carigradu, i Gilberta Claytona, šefa britanske obavještajne službe u Egiptu.
Teorije o judeomasonskoj uroti dodatno su osnažene notornim Protokolima Sionskih mudraca, krivotvorenim tekstom koji su popularizirali Matvej Golovinski i Sergej Nilus. U Protokolima se slobodno zidarstvo prikazuje kao oruđe židovske urote: prvi protokol govori o "nepobjedivosti judeomasonerije", treći spominje "naše socijalističko masonstvo", četvrti lože opisuje kao "masku koja skriva naš cilj“, dok se u jedanaestom slobodno zidarstvo naziva "dimnom zavjesom" kojom Židovi ostvaruju svoje planove, ali "samo posrednim sredstvima". Ova teorija urote stekla je široku primjenu u propagandi nacističke Njemačke i režima Višijske Francuske, koji su je koristili za povezivanje dviju ideoloških meta – antisemitizma i antimasonstva. Njemački diktator Adolf Hitler smatrao je slobodno zidarstvo sredstvom židovskog utjecaja te ga je zabranio i progonio njegove članove djelomično zbog tog uvjerenja.
Godine 1921. francuski katolički svećenik i esejist Ernest Jouin ponovno je aktualizirao temu judeomasonske urote, dok je 1929. francuski tradicionalni katolički novinar vikdont Léon de Poncins također povezao Židove i slobodne zidare kao zajedničku prijetnju.
Godine 1935. francuski novinar Joseph Santo tvrdio je da su Židovi i slobodni zidari organizirali zavjeru kako bi represivnim mjerama ugušili posljedice krize 6. veljače 1934. u Parizu.
Tijekom 1940-ih i 1950-ih, britanski kontraadmiral Barry Domvile razvio je teoriju zavjere o organizaciji nazvanoj Judmas, što je bio skraćeni naziv za navodni judeomasonski savez koji je, prema njemu, imao katastrofalan utjecaj na svjetsku povijest.
U ožujku 1943. godine Višijski režim naručio je propagandni film Okultne sile (Forces occultes), u kojem se slobodne zidare i Židove prikazuje kao svemoćne sile koje stoje iza svih zala, uključujući izbijanje Drugog svjetskog rata i poraz Francuske 1940. godine.
Judeomasonske urote dobile su na značaju među različitim marginalnim političkim skupinama u postkomunističkoj Rusiji. Opća društvena bijeda stvorila je plodno tlo za širenje takvih teorija, koje su se često kombinirale s antisemitskim optužbama o ritualnim ubojstvima i poricanjem Holokausta. Ove stavove zastupali su i brojni autori, među kojima se ističu Oleg Platonov, Vadim Kozhinov, Igor Šafarevič i Grigorij Klimov.
Krajem 20. i početkom 21. stoljeća, judeomasonska urota ostala je čest motiv unutar francuske krajnje desnice.
Međutim, već početkom 20. stoljeća francuski povjesničar Gustave Bord bio je jedan od prvih koji su odbacili ideju o postojanju judeomasonske urote, smatrajući je potpuno neutemeljenom.

### U popularnoj kulturi
Književnost
- Roman Židov slobodni zidar (Le Juif franc-maçon) autora abbéa Henrija Desportesa, objavljen 1890. godine, prikazuje priču o židovskom slobodnom zidaru koji vlada čitavim selom. U vrijeme objave bio je jedan od najprodavanijih naslova.[36]
- Roman Masonska prijetnja i židovska prijetnja (Le péril franc-maçon et le péril juif), objavljen 1895. godine, djelo je autora koji je pisao pod pseudonimom Georges Romain (pravim imenom Georges Kestler).[36]
- Tema judeomasonerije i s njom povezane urote čini dio zapleta romana Praško groblje talijanskog romanopisca Umberta Eca.[37]

Film
- Tema judeomasonskih sila više se puta humoristično obrađuje u filmu Sedma satnija na mjesečini (La Septième Compagnie au clair de lune) iz 1977.